# ویلکا نگشاوکا
ویلکا نگشاوکا (به لاتین: Wielka Nieszawka) یک روستا در لهستان است که در گمینا ویلکا نگشاوکا واقع شده‌است. ویلکا نگشاوکا ۴۶۰ نفر جمعیت دارد.